# Perischoechinoidea
Perischoechinoidea (лат.) — подкласс примитивных морских ежей, которыми были богаты моря эпохи палеозоя. Однако, большинство видов вымерло на протяжении мезозоя, так как они были вытеснены более развитыми Euechinoidea. На сегодняшний день существуют отдельные выжившие виды, например, Cidaroida.

## Систематика
Виды подкласса были объединены в одну группу только по свидетельствам родства между ними (см. Парафилия), установленной по общему отсутствию сложных форм стебля, то есть без установления общего предка (см. Клада).
Подкласс Perischoechinoidea:
- Cidaroida
- Bothriocidaroida †
- Echinocystitoida †
- Megalopoda †
- Palaechinoida †